# Mo Hayder
Mo Hayder (Epping, 1º gennaio 1962 – Bath, 27 luglio 2021) è stata una scrittrice britannica.
Si cimentò soprattutto nel genere thriller.

## Biografia
Figlia di uno scienziato, abbandonò gli studi per recarsi a Londra a lavorare come cameriera. Si trasferì poi a Tokyo, in Giappone. Qui lavorò come giornalista per una piccola testata, finché non decise di lasciare tutto e recarsi negli Stati Uniti d'America.
Dopo essersi laureata in cinematografia e aver girato alcuni film, ritornò a Londra, dove trovò lavoro come guardia di sicurezza. Ciò le permise di avere quel tempo libero che cercava per portare a termine un progetto: scrivere un romanzo. Nacque così il thriller Birdman, suo esordio letterario, il cui protagonista Jack Caffery sarà poi ripreso in opere successive.
Mo Hayder è morta nel 2021 per complicazioni da SLA: sposò il secondo marito poco prima del decesso. Aveva una figlia.

## Opere

### Ciclo di Jack Caffery
- 1999 - Birdman (Birdman), Longanesi (ISBN 8830417777)[2]
- 2001 - Il trattamento (The Treatment), Longanesi (ISBN 8830419869)[2]
- 2008 - Ritual, (Ritual) Longanesi, 2010[2]
- 2009 - Acque di morte (Skin), Longanesi, 2015
- 2010 - Gone
- 2013 - Poppet
- 2014 - Wolf

### Altri romanzi
- 2004 - Le notti di Tokyo (Tokyo o The Devil of Nanking), Longanesi (ISBN 8830421863)[2]
- 2006 - Orrore sull'isola (Pig Island), Longanesi[2]
- 2008 - Throwing the Bones
- 2011 - Hanging Hill